# Gäddtjärnen (Torps socken, Medelpad, 690864-151630)
Gäddtjärnen är en sjö i Ånge kommun i Medelpad och ingår i Delångersåns huvudavrinningsområde.